# Mathilde Puchberger
Mathilde Puchberger, född 10 oktober 1911, död 1965, var en friidrottare från Österrike. Hon deltog vid olympiska sommarspelen 1936.